# 理查德斯维德
理查德斯维德（Richtersveld）是一片由高山和峡谷构成的多山荒漠，位于南非北开普省。它与平坦的沙质平原景观完全不同，主要景观是火山岩构成的多峭壁山脉和下游是与纳米比亚国界河的奥伦治河周边较为繁茂地区。本区沿奥伦治河的最北方的海拔不到60m，中部偏南海拔1377m。

## 文化
那马人曾经长期在本区进行牧民生活，他们在这里留下了许多建筑。

## 世界遗产

### 登录对象
- 牧场
- 储藏站
- 半球型便携式房屋（芦苇草垫席）

### 登录基准
理查德斯维德于2007年列入世界遗产名录，登录面积160000 ha，缓冲区面积398425 ha。该世界遗产被认为满足世界遺產登錄基準中的以下基準而予以登錄：
- （iv）关于呈现人类历史重要阶段的建筑类型，或者建筑及技术的组合，或者景观上的卓越典范。
- （v）代表某一个或数个文化的人类传统聚落或土地使用，提供出色的典范－特别是因为难以抗拒的历史潮流而处于消灭危机的场合。